# Copidosoma cervius
Copidosoma cervius är en stekelart som först beskrevs av Walker 1846.  Copidosoma cervius ingår i släktet Copidosoma och familjen sköldlussteklar. Arten är reproducerande i Sverige. Inga underarter finns listade i Catalogue of Life.